# Dixonius melanostictus
Dixonius melanostictus är en ödleart som beskrevs av  Taylor 1962. Dixonius melanostictus ingår i släktet Dixonius och familjen geckoödlor. IUCN kategoriserar arten globalt som otillräckligt studerad. Inga underarter finns listade i Catalogue of Life.